# Politique Sedo
La Politique Sedo (hangeul : 세도정치 ; hanja : 勢道政治) est le nom donnée à une stratégie de captation du pouvoir royal par la belle-famille du roi dans la Corée du XIXe siècle. Elle est d'abord mise en œuvre en 1800 lorsque le roi Sunjo monte sur le trône à l'âge de 11 ans et que la régence est exercée par le clan des Andong Kim. Ce clan va exercer la réalité du pouvoir jusqu'en 1834 lorsque le clan P'ungyang Cho parvient à prendre le dessus dans cette lutte de pouvoir entre familles aristocratiques. Des membres de la famille royale Yi sont même exécutés ou bannis pour avoir critiqué la politique mise en place par ces deux familles ; la famille royale n'a plus au XIXe siècle qu'un pouvoir de façade.